# 重慶市政府 (中華民國)
重慶市政府是中華民國重慶市的最高行政機關，民國16年（1927年）11月1日，潘文華擬定《重慶市政府暫行條例》，改重慶商埠督辦公署為市政廳。不久，重慶市政廳又擬定《重慶特別市暫行條例》代替先前的《重慶市暫行條例》。民國18年（1929年）2月15日，重慶市政廳正式改組為重慶市政府。民國28年（1939年）5月5日成為國民政府行政院院轄市。

## 中華民國重慶市政府的主要領導

### 重慶市政廳市長
- 潘文華 （1927年11月1日－1929年2月15日）

### 重慶市政府市長（省轄市）
- 潘文華（1929年2月15日－1935年7月）
- 張必果（1935年6月24日－1936年4月11日，病逝於任上）
- 李宏錕（1936年－1938年8月）
- 蔣志澄（1938年8月1日－1939年5月5日）

### 重慶市政府市長（直轄市）
- 賀國光（1939年5月15日－1939年12月5日）
- 吳國楨（1939年12月－1942年12月16日）
- 賀耀組（1942年12月16日－1945年11月）
- 張篤倫（1945年12月1日－1948年4月）
- 楊森（1948年4月－1949年11月30日）